# پل اسکوفیلد
دیوید پل اسکوفیلد (به انگلیسی: David Paul Scofield) (زادهٔ ۲۱ ژانویهٔ ۱۹۲۲ - درگذشتهٔ ۱۹ مارس ۲۰۰۸) بازیگر نامدار و گزیده کار انگلیسی در سینما و یکی از مشاهیر تئاتر انگلستان به شمار می رفت. او به خاطر بازیهای درخشانش با وجود کم کاری جوایز و نامزدی های پرشماری را نصیب خود ساخته است.

## مرگ
اسکوفیلد در ۱۹ مارس ۲۰۰۸ در سن ۸۶ سالگی در بیمارستانی در نزدیک خانه خود در روستای ساسکس، انگلیس از لوسمی درگذشت. مراسم یادبود وی در ۱۹ مارس ۲۰۰۹ در وست مینستر ابی برگزار شد. همسر وی جوی چهار سال بعد در ۷ نوامبر ۲۰۱۲، در سن ۹۰ سالگی درگذشت.

## جوایز و افتخارات
- جایزه اسکار بهترین بازیگر نقش اول مرد بخاطر بازی در فیلم مردی برای تمام فصول (۱۹۶۶)
- جایزه گلدن گلوب بهترین بازیگر مرد فیلم درام بیست‌وچهارمین مراسم گلدن گلوب
- جایزه حلقه منتقدان فیلم نیویورک برای بهترین بازیگر نقش اول مرد (۱۹۶۶)
- جایزه بهترین بازیگر نقش اول مرد جشنواره بین‌المللی فیلم مسکو در پنجمین دوره (۱۹۶۶)
- نامزد جایزه اسکار بهترین بازیگر نقش مکمل مرد در شصت و هفتمین دوره
- جایزه بفتای بهترین بازیگر نقش اول مرد در بیست و یکمین دوره
- جایزه بفتای بهترین بازیگر نقش مکمل مرد(۱۹۹۶) برای فیلم آزمون دشوار
- کاندیدای دریافت بفتای بهترین بازیگر نقش مکمل مرد برای فیلم مسابقه تلویزیونی در سال ۱۹۹۴

## فیلم‌شناسی
- ترن (۱۹۶۴)
- مردی برای تمام فصول در نقش سر تامس مور (۱۹۶۶)
- شاه لیر (۱۹۷۱)
- عقرب (1973)
- آنا کارنینا (۱۹۸۵)
- ۱۹۱۹ (۱۹۸۵)
- وقتی وال‌ها آمدند (۱۹۸۹)
- هملت (۱۹۹۰)
- آزمون دشوار (۱۹۹۶)